# Peçanha (kommun)
Peçanha är en kommun i Brasilien.   Den ligger i delstaten Minas Gerais, i den sydöstra delen av landet, 600 km sydost om huvudstaden Brasília. Antalet invånare är 17 270.
Följande samhällen finns i Peçanha:
- Peçanha

Omgivningarna runt Peçanha är huvudsakligen savann. Runt Peçanha är det glesbefolkat, med 20 invånare per kvadratkilometer.